# 1966年电影

## 第四屆金馬獎
- 最佳劇情片——《西施》（台製國聯合作）
- 最佳導演——李翰祥《西施》
- 最佳男主角——趙雷《西施》
- 最佳女主角——歸亞蕾《煙雨濛濛》